# 3695-ös busz
A 3695-ös jelzésű autóbuszvonal helyközi autóbuszjárat Heves és Visonta között, melyet a Volánbusz Zrt. lát el.

## Közlekedése
Hét járatpár szállítja az utasokat, emellett egy járat Halmajugra és Visonta között közlekedik munkanapokon. Hat járatpár naponta, egy járatpár munkanapokon szállítja az utasokat. A hat járatpárból három Visonta, Bánya irodaházig, három MVM Mátra Energia Zrt.-ig közlekedik. Munkanapokon plusz egy járatpár közlekedik Heves és MVM Mátra Energia Zrt. között.
Útvonalának hossza Heves és Visonta MVM Mátra Energia Zrt. között 40,7 km, Tarnazsadány községháza érintésével 43,7 km. 
Menetideje Visonta, Bánya irodaház felé felé 50 perc, MVM Mátra Energia Zrt. felé 1 óra – 1 óra 10 perc. Visonta, Bánya irodaház és Heves között 50 perc – 1 óra, MVM Mátra Energia Zrt. és Heves között 55 – 1 óra 15 perc.

## Megállóhelyei
| 3695 (Heves – Tarnaméra – Ludas – MVM Mátra Energia Zrt.) | 3695 (Heves – Tarnaméra – Ludas – MVM Mátra Energia Zrt.) | 3695 (Heves – Tarnaméra – Ludas – MVM Mátra Energia Zrt.) | 3695 (Heves – Tarnaméra – Ludas – MVM Mátra Energia Zrt.) | 3695 (Heves – Tarnaméra – Ludas – MVM Mátra Energia Zrt.) | 3695 (Heves – Tarnaméra – Ludas – MVM Mátra Energia Zrt.) | 3695 (Heves – Tarnaméra – Ludas – MVM Mátra Energia Zrt.) | 3695 (Heves – Tarnaméra – Ludas – MVM Mátra Energia Zrt.) | 3695 (Heves – Tarnaméra – Ludas – MVM Mátra Energia Zrt.) | 3695 (Heves – Tarnaméra – Ludas – MVM Mátra Energia Zrt.) | 3695 (Heves – Tarnaméra – Ludas – MVM Mátra Energia Zrt.)                                                                                           |
| sz.                                                       | sz.                                                       | sz.                                                       | sz.                                                       | Megállóhely                                               | sz.                                                       | sz.                                                       | sz.                                                       | sz.                                                       | sz.                                                       | Átszállási kapcsolatok |
| --------------------------------------------------------- | --------------------------------------------------------- | --------------------------------------------------------- | --------------------------------------------------------- | --------------------------------------------------------- | --------------------------------------------------------- | --------------------------------------------------------- | --------------------------------------------------------- | --------------------------------------------------------- | --------------------------------------------------------- | --- |
| 0                                                         | 0                                                         | 0                                                         |                                                           | Heves, autóbusz-állomás végállomás                        | 30                                                        | 28                                                        | 26                                                        | 21                                                        | 19                                                        | 1066, 1067, 1068, 1069, 1075, 1362, 1376, 1443, 1466, 1517 3424, 3434, 3441, 3442, 3443, 3444, 3550, 3560, 3561, 3562, 3665, 3666, 3669, 3670, 3689 |
| 1                                                         | 1                                                         | 1                                                         |                                                           | Heves, Hősök tere                                         | 29                                                        | 27                                                        | 25                                                        | 20                                                        | 18                                                        | 1066, 1067, 1068, 1069, 1362, 1376, 1443, 1466, 1517 3424, 3434, 3441, 3442, 3443, 3444, 3550, 3560, 3561, 3562, 3665, 3666, 3670, 3689             |
| 2                                                         | 2                                                         | 2                                                         |                                                           | Heves, ÉMÁSZ                                              | 28                                                        | 26                                                        | 24                                                        | 19                                                        | 17                                                        | 1068 3444, 3560, 3665, 3666, 3670, 3689 |
| 3                                                         | 3                                                         | 3                                                         |                                                           | Heves, Gyöngyösi út 7-9.                                  | 27                                                        | 25                                                        | 23                                                        | 18                                                        | 16                                                        | 1068 3444, 3665, 3666, 3670, 3689 |
| 4                                                         | 4                                                         | ∫                                                         |                                                           | Heves, Hercegtag bejárati út                              | 26                                                        | 24                                                        | 22                                                        | ∫                                                         | ∫                                                         | 1068 3444, 3665, 3666, 3670, 3689 |
| 5                                                         | 5                                                         | ∫                                                         |                                                           | Heves, szőlők                                             | 25                                                        | 23                                                        | 21                                                        | ∫                                                         | ∫                                                         | 1068 3444, 3665, 3666, 3670, 3689 |
| 6                                                         | 6                                                         | ∫                                                         |                                                           | Boconád, Béke út                                          | 24                                                        | 22                                                        | 20                                                        | ∫                                                         | ∫                                                         | 1068 3444, 3665, 3666, 3667, 3670 |
| 7                                                         | 7                                                         | 4                                                         |                                                           | Boconád, községháza                                       | 23                                                        | 21                                                        | 19                                                        | 17                                                        | 15                                                        | 1066, 1068, 1069 3444, 3665, 3666, 3667, 3670 |
| 8                                                         | 8                                                         | ∫                                                         |                                                           | Tarnaméra, Boconádi út 16.                                | 22                                                        | 20                                                        | 18                                                        | 16                                                        | 14                                                        | 1068 3665, 3666, 3667, 3670 |
| 9                                                         | 9                                                         | 5                                                         |                                                           | Tarnaméra, iskola                                         | 21                                                        | 19                                                        | 17                                                        | 15                                                        | 13                                                        | 1066, 1069 3665, 3666, 3667, 3670 |
| 10                                                        | 10                                                        | ∫                                                         |                                                           | Tarnaméra, Újtelep                                        | 20                                                        | 18                                                        | 16                                                        | 14                                                        | 12                                                        | 1068 3665, 3666, 3685 |
| 11                                                        | 11                                                        | ∫                                                         |                                                           | Tarnazsadány, faluszéle                                   | 19                                                        | 17                                                        | 15                                                        | 13                                                        | 11                                                        | 1066, 1068, 1069 3665, 3666, 3685 |
| ∫                                                         | ∫                                                         | ∫                                                         |                                                           | Tarnazsadány, idősek klubja                               | 18                                                        | ∫                                                         | ∫                                                         | ∫                                                         | ∫                                                         | 3665, 3666, 3685 |
| 12                                                        | ∫                                                         | ∫                                                         |                                                           | Tarnazsadány, községháza                                  | 17                                                        | 16                                                        | ∫                                                         | 12                                                        | ∫                                                         | 3665, 3666, 3685 |
| ∫                                                         | ∫                                                         | ∫                                                         |                                                           | Tarnazsadány, idősek klubja                               | 16                                                        | ∫                                                         | ∫                                                         | ∫                                                         | ∫                                                         | 3665, 3666, 3685 |
| 13                                                        | 11                                                        | ∫                                                         |                                                           | Tarnazsadány, faluszéle                                   | 15                                                        | 15                                                        | 14                                                        | 11                                                        | 11                                                        | 1066, 1068, 1069 3665, 3666, 3685 |
| 14                                                        | 12                                                        | 6                                                         |                                                           | Nagyfüged, autóbusz-váróterem                             | 14                                                        | 14                                                        | 13                                                        | 10                                                        | 10                                                        | 1066, 1068, 1069 3665, 3666, 3685 |
| 15                                                        | 13                                                        | 7                                                         |                                                           | Ludas, vasútállomás                                       | 13                                                        | 13                                                        | ∫                                                         | 9                                                         | 9                                                         | 3665 S80, személyvonat, Agria InterRégió |
| 16                                                        | 14                                                        | 8                                                         |                                                           | Ludas, autóbusz-váróterem                                 | 12                                                        | 12                                                        | 12                                                        | 8                                                         | 8                                                         | 3665 |
| 17                                                        | 15                                                        | 9                                                         |                                                           | Detk, ÁFÉSZ                                               | 11                                                        | 11                                                        | 11                                                        | 7                                                         | 7                                                         | 3665 |
| 18                                                        | 16                                                        | 10                                                        |                                                           | Detk, posta                                               | 10                                                        | 10                                                        | 10                                                        | 6                                                         | 6                                                         | 3665 |
| 19                                                        | 17                                                        | 11                                                        |                                                           | Detk, Sport utca                                          | 9                                                         | 9                                                         | 9                                                         | 5                                                         | 5                                                         | 3665 |
| 20                                                        | 18                                                        | 12                                                        |                                                           | Halmajugra, ÁFÉSZ 5. sz. bolt                             | 8                                                         | 8                                                         | 8                                                         | 4                                                         | 4                                                         | 3665 |
| 21                                                        | 19                                                        | 13                                                        |                                                           | Halmajugra, Felső iskola                                  | 7                                                         | 7                                                         | 7                                                         | 3                                                         | 3                                                         | 3665 |
| 22                                                        | 20                                                        | 14                                                        | 0                                                         | Halmajugra, ÁFÉSZ 6. sz. bolt végállomás                  | 6                                                         | 6                                                         | 6                                                         | 2                                                         | 2                                                         | 3665 |
| 23                                                        | 21                                                        | 15                                                        | 1                                                         | Halmajugrai elágazás                                      | 5                                                         | 5                                                         | 5                                                         | 1                                                         | 1                                                         | 3665 |
| 24                                                        | 22                                                        | ∫                                                         | 2                                                         | Visonta, Petőfi út                                        | 4                                                         | 4                                                         | 4                                                         | ∫                                                         | ∫                                                         | 3602, 3663, 3665, 3693, 3696 |
| 25                                                        | 23                                                        | ∫                                                         | 3                                                         | Visonta, Hősök tere                                       | 3                                                         | 3                                                         | 3                                                         | ∫                                                         | ∫                                                         | 3602, 3663, 3665, 3693, 3696 |
| 26                                                        | 24                                                        | 16                                                        | 4                                                         | Visonta, Bánya irodaház végállomás                        | 2                                                         | 2                                                         | 2                                                         | 0                                                         | 0                                                         | 3602, 3683, 3684, 3691, 3692, 3693, 3694, 3696, 3697, 3698, 3699                                                                                    |
| 27                                                        | 25                                                        |                                                           | 5                                                         | MVM Mátra Energia Zrt. oktatási központ                   | 1                                                         | 1                                                         | 1                                                         |                                                           |                                                           | 3602, 3683, 3684, 3691, 3692, 3693, 3694, 3696, 3697                                                                                                |
| 28                                                        | 26                                                        |                                                           | 6                                                         | MVM Mátra Energia Zrt. végállomás                         | 0                                                         | 0                                                         | 0                                                         |                                                           |                                                           | 3602, 3683, 3684, 3691, 3692, 3693, 3694, 3696, 3697, 3699                                                                                          |